# Let the Bad Times Roll (singel)
Let the Bad Times Roll är en singel av det amerikanska punkrockbandet The Offspring, som släpptes som huvudsingeln från Let the Bad Times Roll. Singeln släpptes den 24 februari 2021, samma dag som The Offspring utannonserade lanseringsdatumet, låtlistan och titeln på deras kommande studioalbum. Dexter Holland ansåg att "Let the Bad Times Roll" syftade till allt som har hänt under coronaviruspandemin 2019–2021, men att den inte gjorde The Offspring till ett politiskt band. Han kommenterade att bandet inte försökte tvinga på någon sina egna politiska värderingar utan att de endast gjorde observationer och förmedlade dessa på ett sätt som gjorde att lyssnaren kunde forma sina egna åsikter. Singeln var från början tänkt att lanseras i maj 2020, men försenades på grund av coronaviruspandemin 2019–2021.
I musikvideon förekommer Jason "Blackball" McLean, som tidigare har medverkat på bland annat Smash och Ixnay on the Hombre.

## Låtlista
Alla låtar är skrivna och komponerade av Dexter Holland, om inte annat anges. 
| Nr | Titel                  | Längd |
| -- | ---------------------- | ----- |
| 1. | Let the Bad Times Roll | 3:18  |